# Patrocinio de Nuestra Señora
El Patrocinio de Nuestra Señora se refiere a la tradición en el catolicismo de celebrar a la Virgen María como protectora, abogada y mediadora. Los datos más antiguos de esta celebración datan de cuando la Orden de Predicadores celebró la fiesta del Patrocinio de Nuestra Señora el 22 de diciembre de 1216, la cual siguieron celebrando cada año y posteriormente movieron la fecha de celebración al 8 de mayo.
El 28 de septiembre de 1655, El Rey Felipe IV de España, apodado el Piadoso, decidió poner todos sus dominios bajo la protección de la Santísima Virgen. Para esto solicitó al Papa Alejandro VII que estableciera la fiesta del Patrocinio de Nuestra Señora. El Papa accedió y contestó con una bula de fecha 28 de julio de 1656 confirmando esta fiesta en noviembre en todo el Reino de España. 
“Como el mismo Felipe (según nos hizo saber) desee en gran manera para dar gracias a la Virgen María, Madre de Dios, por muchísimos beneficios que con piadoso afecto confiesa haber recibido de Su mano, que en todos los Reinos de España se celebre cada año en alguna de las domínicas de noviembre una fiesta particular que ha de llamarse del Patrocinio de la Bienaventurada Virgen María; nosotros, alabando muchísimo en el Señor el piadoso intento del mismo Rey Felipe[...] concedemos y otorgamos a los amados hijos, clero secular y regular de los dichos Reinos de España, que en alguna Domínica del mes de noviembre que ha de señalar el Ordinario, puedan celebrar todos los años fiesta del Patrocinio de la Bienaventurada Virgen María”
Al recibir esta noticia, el Felipe IV comunicó a sus súbditos por medio de una Real Cédula que fue publicada por el Arzobispo de Toledo, Baltasar de Moscoso y Sandoval: 
"El Rey. En la devoción que en todos mis Reinos se tiene a la Virgen Santísima, y en particular con que yo acudo en mis necesidades a implorar su auxilio, cabe mi confianza de que en los aprietos mayores ha de ser nuestro amparo y defensa; y en demostración de mi afecto y devoción, he resuelto que en todos mis Reinos se reciba por Patrona y Protectora, señalando un día, el que pareciere, para que en todas las ciudades, villas y lugares de ellos se hagan novenarios, habiendo todos los días Misas solemnes con sermones, de manera que sea con toda festividad, y asistiendo mis Virreyes y gobernadores y Ministros, por lo menos un día, haciéndose procesiones generales en todas partes, con las imágenes de mayor devoción de los lugares, para que con gran solemnidad y conmoción del pueblo se celebre esta fiesta".
Desde esta fecha en España y sus colonias se comenzó a celebrar anualmente la fiesta de Nuestra Señora del Patrocinio.

## Sitios donde se honra a la Virgen del Patrocinio
- San Lorenzo de El Escorial, España
- Tenaún, Chile
- Nuestra Señora del Topo, Colombia
- Guatemala
- Zacatecas, México
- Perú
- Sevilla, España
- Jerez de la Frontera, España
- Milagro, España
- Olula de Castro, España
- Boljoon Church, Filipinas